# ادوارد گلداسمیت
ادوارد گلداسمیت (انگلیسی: Edward Goldsmith; ۸ نوامبر ۱۹۲۸ – ۲۱ اوت ۲۰۰۹) طرفدار محیط زیست، فلسفه، نشر اهل فرانسه بود.
وی همچنین برندهٔ جوایزی همچون جایزه زیست صحیح شده‌است.